# Communauté de communes du Pernois
Die Communauté de communes du Pernois  war ein französischer Gemeindeverband mit der Rechtsform einer Communauté de communes im Département Pas-de-Calais in der Region Hauts-de-France. Sie wurde am 31. Dezember 1993 gegründet und umfasste 18 Gemeinden. Der Verwaltungssitz befand sich im Ort Pernes.

## Historische Entwicklung
Am 1. Januar 2017 wurde der Gemeindeverband mit 
- Communauté de communes de la Région de Frévent,
- Communauté de communes de l’Auxilois und
- Communauté de communes Les Vertes Collines du Saint-Polois

zur neuen Communauté de communes du Ternois zusammengeschlossen.

## Ehemalige Mitgliedsgemeinden
1. Aumerval
2. Bailleul-lès-Pernes
3. Bours
4. Conteville-en-Ternois
5. Floringhem
6. Fontaine-lès-Hermans
7. Hestrus
8. Huclier
9. La Thieuloye
10. Marest
11. Nédon
12. Nédonchel
13. Pernes
14. Pressy
15. Sachin
16. Sains-lès-Pernes
17. Tangry
18. Valhuon